# Cathédrale des Saintes-Porteuses-de-Myrrhe de Bakou
 (décembre 2024).
Si vous disposez d'ouvrages ou d'articles de référence ou si vous connaissez des sites web de qualité traitant du thème abordé ici, merci de compléter l'article en donnant les références utiles à sa vérifiabilité et en les liant à la section « Notes et références ».
La cathédrale des Saintes-Porteuses-de-Myrrhe (en azéri : Müqəddəs Mürdaşıyan Zənənlər Kafedralı) est une cathédrale orthodoxe située à Bakou, la capitale de l'Azerbaïdjan.
Elle fut bâtie de 1901 à 1909.